# Hockey op de Olympische Zomerspelen 2008 (kwalificatie)
Deze pagina beschrijft de kwalificatie voor het hockeytoernooi op de Olympische Zomerspelen 2008.

## Onderdelen
Er zijn in totaal 2 onderdelen waarvoor een medaille kan worden behaald, te weten:
- Hockey voor mannen
- Hockey voor vrouwen

## Kwalificatie
Zowel bij de mannen als bij de vrouwen doen 12 teams mee aan het olympisch toernooi. Gastland China is verzekerd van een plaats. Ook direct gekwalificeerd zijn de continentale kampioenen (jaargang 2007) van Europa, Azië en Oceanië en de winnaars van het kwalificatietoernooi van Afrika en van de Pan-Amerikaanse spelen. Dit geldt ook voor de nummers 2 en 3 van het EK en bij de mannen voor de nummer twee van Azië en bij de vrouwen voor de nummer twee van Oceanië. Mocht China Aziatisch kampioen worden dan is de nummer twee van het Aziatisch kampioenschap geplaatst.
De overige drie deelnemers zijn de winnaars van de drie olympische kwalificatietoernooien (OKT). 18 landen kwalificeerden zich hiervoor tijdens de hiervoor genoemde kwalificatietoernooien.
- Mannen
  - Afrika - 1 land - nummer 2 Afrikaans kwalificatietoernooi
  - Amerika - 4 landen - nummer 2 t/m 5 van de Pan-Amerikaanse Spelen
  - Azië - 4 landen - beste vier nog niet geplaatste landen van het Aziatisch kampioenschap
  - Europa - 8 landen - nummers 4 t/m 11 van het Europees kampioenschap
  - Oceanië - 1 land - nummer 2 van het Oceanisch kampioenschap.
- Vrouwen
  - Afrika - 1 land - nummer 2 Afrikaans kwalificatietoernooi
  - Amerika - 5 landen - nummer 2 t/m 6 van de Pan-Amerikaanse Spelen
  - Azië - 4 landen - beste vier nog niet geplaatste landen van het Aziatisch kampioenschap
  - Europa - 8 landen - nummers 4 t/m 11 van het Europees kampioenschap
  - Oceanië - geen

De landen worden op basis van de positie op de wereldranglijst in september 2007 over de verschillende OKT's ingedeeld.

### Mannen
| Datum            | Toernooi                         | Locatie        | Plaatsen | Geplaatste landen       |
| ---------------- | -------------------------------- | -------------- | -------- | ----------------------- |
| -                | Gastland                         | -              | 1        | China                   |
| 2-12 dec. 2006   | Aziatische Spelen 2006           | Doha           | 2        | Pakistan Zuid-Korea     |
| 14-22 juli 2007  | Afrikaans kwalificatietoernooi   | Nairobi        | 1        | Zuid-Afrika             |
| 14-29 juli 2007  | Pan-Amerikaanse Spelen 2007      | Rio de Janeiro | 1        | Canada                  |
| 19-26 aug. 2007  | Europees kampioenschap 2007      | Manchester     | 3        | Nederland Spanje België |
| 10-17 sept. 2007 | Oceanië Cup 2007                 | Buderim        | 1        | Australië               |
| 2-9 feb. 2008    | Olympisch kwalificatietoernooi 1 | Auckland       | 1        | Nieuw-Zeeland           |
| 1-9 maart 2008   | Olympisch kwalificatietoernooi 2 | Santiago       | 1        | Groot-Brittannië        |
| 5-13 april 2008  | Olympisch kwalificatietoernooi 3 | Kakamigahara   | 1        | Duitsland               |

Eindstand olympische kwalificatietoernooien (gastland is cursief gedrukt):
OKT1:
1. Nieuw-Zeeland
2. Argentinië
3. Frankrijk
4. Ierland
5. Trinidad en Tobago
6. Verenigde Staten

OKT2:
1. Groot-Brittannië
2. India
3. Rusland
4. Oostenrijk
5. Chili
6. Mexico

OKT3:
1. Duitsland
2. Japan
3. Maleisië
4. Polen
5. Italië
6. Zwitserland

### Vrouwen
| Datum               | Toernooi                         | Locatie        | Plaatsen | Geplaatste landen                    |
| ------------------- | -------------------------------- | -------------- | -------- | ------------------------------------ |
| -                   | Gastland                         | -              | 1        | China                                |
| 2-12 dec. 2006      | Aziatische Spelen 2006           | Doha           | 1        | Japan                                |
| 14-22 juli 2007     | Afrikaans kwalificatietoernooi   | Nairobi        | 1        | Zuid-Afrika                          |
| 14-29 juli 2007     | Pan-Amerikaanse Spelen 2007      | Rio de Janeiro | 1        | Argentinië                           |
| 18-25 aug. 2007     | Europees kampioenschap 2007      | Manchester     | 3        | Duitsland Nederland Groot-Brittannië |
| 10-17 sept. 2007    | Oceanië Cup 2007                 | Buderim        | 2        | Australië Nieuw-Zeeland              |
| 12-20 april 2008    | Olympisch kwalificatietoernooi 1 | Bakoe          | 1        | Spanje                               |
| 19-27 april 2008    | Olympisch kwalificatietoernooi 2 | Kazan          | 1        | Verenigde Staten                     |
| 26 april-4 mei 2008 | Olympisch kwalificatietoernooi 3 | Vancouver      | 1        | Zuid-Korea                           |

Eindstand olympische kwalificatietoernooien (gastland is cursief gedrukt):
OKT1:
1. Spanje
2. Azerbeidzjan
3. Chili
4. Oekraïne
5. Wit-Rusland
6. Kenia

OKT2:
1. Verenigde Staten
2. België
3. Nederlandse Antillen
4. India
5. Rusland
6. Frankrijk

OKT3:
1. Zuid-Korea
2. Italië
3. Ierland
4. Canada
5. Maleisië
6. Uruguay

Atletiek · 
Badminton · 
Basketbal · 
Boksen · 
Boogschieten · 
Gewichtheffen ·
Gymnastiek · 
Handbal · 
Hockey · 
Honkbal · 
Judo · 
Kanovaren · 
Moderne vijfkamp · 
Paardensport · 
Roeien ·
Schermen · 
Schietsport ·
Schoonspringen ·
Softbal ·
Synchroonzwemmen ·
Taekwondo ·
Tafeltennis ·
Tennis ·
Triatlon ·
Voetbal · 
Volleybal ·
Waterpolo ·
Wielersport · 
Worstelen ·
Zeilen ·
Zwemmen